# Division 1 i amerikansk fotboll 2003
Division 1  var den näst högsta serien i amerikansk fotboll för herrar i Sverige 2003. Serien var uppdelad på fyra olika geografiska serier. Vinst gav 2 poäng, oavgjort 1 poäng och förlust 0 poäng.
Det bästa laget i varje serie gick vidare till Division 1 slutspel.

## Norra
Division 1 Norra spelades i två grupper, Norr-gruppen och Söder-gruppen med slutspel för att avgöra segraren av division 1 norra.

### Norr-gruppen
Lagen möttes i dubbelmöten hemma och borta.
|   | Lag                  | SM | V | O | F | GP  | IP | Poäng |
| - | -------------------- | -- | - | - | - | --- | -- | ----- |
| 1 | Jamtland Republicans | 6  | 5 | 0 | 1 | 138 | 51 | 10    |
| 2 | Luleå Eskimos        | 6  | 4 | 0 | 2 | 201 | 37 | 8     |
| 3 | Westerbotten Huskies | 6  | 3 | 0 | 3 | 29  | 79 | 6     |
| 4 | Odensala Hogs        | 6  | 0 | 0 | 6 | 34  | 62 | 0     |

|                      | JR    | LE   | OH    | WH   |
| -------------------- | ----- | ---- | ----- | ---- |
| Jamtland Republicans | -     | 0-11 | 24-18 | 20-0 |
| Luleå Eskimos        | 9-14  | -    | 1-02  | 13-9 |
| Odensala Hogs        | 16-34 | 0-12 | -     | 0-12 |
| Westerbotten Huskies | 8-46  | 10-0 | 1-02  | -    |

### Söder-gruppen
Lagen möttes tre gånger.
|   | Lag                | SM | V | O | F | GP  | IP  | Poäng |
| - | ------------------ | -- | - | - | - | --- | --- | ----- |
| 1 | Sundsvall Flames   | 6  | 5 | 0 | 1 | 210 | 27  | 10    |
| 2 | Gefle Red Devils   | 6  | 3 | 0 | 3 | 206 | 105 | 6     |
| 3 | Ludvika Wolverines | 6  | 1 | 0 | 5 | 21  | 305 | 2     |

|                    | GRD       | LW         | SF        |
| ------------------ | --------- | ---------- | --------- |
| Gefle Red Devils   |           | 59-6 56-14 | 12-20     |
| Ludvika Wolverines | 0-65      |            | 0-54 0-71 |
| Sundsvall Flames   | 38-8 27-6 | 0-13       |           |

1Jamtland hade använt olicensierade spelare så Luleå tilldömdes segern.

2Odensala hade använt olicensierade spelare så Luleå och Westerbotten tilldömdes segerna.

3Sundsvall hade använt olicensierade spelare så Ludvika tilldömdes segern.

### Slutspel
Semifinal
|  | 17 augusti 2003 | Sundsvall Flames | WO | Luleå Eskimos |  |  |
|  |                 |                  |    |               |  |  |
|  |                 |                  |    |               |  |  |
|  |                 |                  |    |               |  |  |

|  | 17 augusti 2003 | Jamtland Republicans | 26–14 | Gefle Red Devils | Hofvallen B |  |
|  |                 |                      |       |                  |             |  |
|  |                 |                      |       |                  |             |  |
|  |                 |                      |       |                  |             |  |

Final
|  | 23 augusti 2003 | Sundsvall Flames | 18–8               | Jamtland Republicans | Kubens IP |  |
|  |                 |                  | (6–8) Matchrapport |                      |           |  |
|  |                 |                  |                    |                      |           |  |
|  |                 |                  |                    |                      |           |  |

## Östra
Division 1 Östra spelades i en A- och en B-grupp där lagen mötes i dubbelmöten inom grupperna och enkelmöten mellan grupperna.
Grupp A
|   | Lag                  | SM | V  | F | O | GP  | IP  | Poäng |
| - | -------------------- | -- | -- | - | - | --- | --- | ----- |
| 1 | Örebro Black Knights | 10 | 10 | 0 | 0 | 419 | 50  | 20    |
| 2 | KTH Osquars          | 10 | 6  | 4 | 0 | 300 | 237 | 12    |
| 3 | Uppsala 86ers        | 10 | 4  | 5 | 1 | 175 | 215 | 9     |
| 4 | Täby Flyers          | 10 | 3  | 6 | 1 | 153 | 208 | 7     |
|   | Grupp B              | SM | V  | F | O | GP  | IP  | P     |
| 5 | Arlanda Jets B       | 10 | 7  | 2 | 1 | 223 | 146 | 15    |
| 6 | Telge Truckers       | 10 | 4  | 5 | 1 | 85  | 241 | 9     |
| 7 | Västerås Roedeers    | 10 | 3  | 7 | 0 | 114 | 174 | 6     |
| 8 | Roslagen Bulldogs    | 10 | 1  | 9 | 0 | 76  | 289 | 2     |

|                      | AJ    | KTH   | RB   | TT    | TF    | U86   | VR    | ÖBK  |
| -------------------- | ----- | ----- | ---- | ----- | ----- | ----- | ----- | ---- |
| Arlanda Jets B       | -     | -     | 56-7 | 0-0   | 13-6  | -     | 20-10 | 0-23 |
| KTH Osquars          | 34-19 | -     | 44-0 | -     | 27-19 | 32-20 | -     | 6-44 |
| Roslagen Bulldogs    | 23-28 | -     | -    | 0-1 1 | -     | 0-1 2 | 33-6  | 0-61 |
| Telge Truckers       | 14-40 | 0-54  | 26-6 | -     | -     | 28-22 | 16-0  | -    |
| Täby Flyers          | -     | 18-38 | 34-0 | 28-0  | -     | 12-12 | -     | 0-21 |
| Uppsala 86ers        | 18-21 | 48-19 | -    | -     | 18-7  | -     | 16-12 | 0-36 |
| Västerås Roedeers    | 12-26 | 27-14 | 12-7 | 24-0  | 11-20 | -     | -     | -    |
| Örebro Black Knights | -     | 43-32 | -    | 67-0  | 68-12 | 48-0  | 8-0   | -    |

1Roslagen hade använt olicensierade spelare så Telge tilldömdes segern.

2Roslagen hade använt olicensierade spelare så Uppsala tilldömdes segern.

## Västra
Division 1 västra spelades i en A- och en B-grupp där lagen möttes i dubbelmöten inom grupperna och enkelmöten mellan grupperna.
|   | Lag                       | SM | V | O | F | GP  | IP  | Poäng |
| - | ------------------------- | -- | - | - | - | --- | --- | ----- |
| 1 | Carlstad Crusaders B      | 6  | 5 | 0 | 1 | 173 | 45  | 10    |
| 2 | Göteborg Mustangs         | 6  | 4 | 0 | 2 | 186 | 75  | 8     |
| 3 | Jönköping Hawks           | 6  | 3 | 0 | 3 | 117 | 98  | 6     |
|   | Grupp B                   | SM | V | F | O | GP  | IP  | P     |
| 4 | Eskiltstuna T-Town Tigers | 5  | 2 | 0 | 3 | 88  | 104 | 4     |
| 5 | Karlskoga Wolves          | 5  | 0 | 0 | 5 | 13  | 255 | 0     |

|                           | CCB   | ETT   | GM    | JH    | KW   |
| ------------------------- | ----- | ----- | ----- | ----- | ---- |
| Carlstad Crusaders B      | -     | 30-6  | 16-8  | 8-12  | -    |
| Eskiltstuna T-Town Tigers | -     | -     | 0-45  | -     | 53-0 |
| Göteborg Mustangs         | 12-27 | -     | -     | 35-18 | 53-0 |
| Jönköping Hawks           | 7-14  | 16-8  | 14-33 | -     | -    |
| Karlskoga Wolves          | 0-78  | 13-21 | -     | 0-50  | -    |

- Borås Rhinos drog sig ur
- Norrköping Panthers drog sig ur

## Södra
Division 1 Södra spelades i en A- och en B-grupp där lagen mötes i dubbelmöten inom grupperna och enkelmöten mellan grupperna.
|   | Lag                   | SM | V | O | F | GP  | IP  | Poäng |
| - | --------------------- | -- | - | - | - | --- | --- | ----- |
| 1 | Kristianstad C4 Lions | 6  | 4 | 0 | 2 | 95  | 45  | 8     |
| 2 | Halmstad Eagles       | 6  | 3 | 0 | 3 | 78  | 88  | 6     |
| 3 | Wexio Vultures        | 6  | 3 | 0 | 3 | 107 | 87  | 6     |
|   | Grupp B               | SM | V | F | O | GP  | IP  | P     |
| 4 | Skövde Dukes          | 5  | 4 | 0 | 1 | 142 | 72  | 8     |
| 5 | Lugi Vikings          | 5  | 0 | 0 | 5 | 12  | 142 | 0     |

|                       | HE    | C4   | LV   | SD   | WV    |
| --------------------- | ----- | ---- | ---- | ---- | ----- |
| Halmstad Eagles       |       | 7-13 | 19-0 | -    | 20-12 |
| Kristianstad C4 Lions | 26-6  |      | -    | 20-7 | 6-19  |
| Lugi Vikings          | -     | 0-30 |      | 6-49 | -     |
| Skövde Dukes          | 25-6  | -    | 20-6 |      | 41-34 |
| Wexio Vultures        | 12-20 | 6-0  | 24-0 | -    |       |

- Lidköping Lakers drog sig ur.

## Slutspel

### Semifinal
|  | 31 augusti 2003 | Carlstad Crusaders B | 6–23                | Örebro Black Knights | Färjestads IP |  |
|  |                 |                      | (6–16) Matchrapport |                      |               |  |
|  |                 |                      |                     |                      |               |  |
|  |                 |                      |                     |                      |               |  |

|  | 31 augusti 2003 | Sundsvall Flames | 42–20 | Kristianstad C4 Lions | Kubens IP |  |
|  |                 |                  |       |                       |           |  |
|  |                 |                  |       |                       |           |  |
|  |                 |                  |       |                       |           |  |

### Final
|  | 9 september 2003 | Örebro Black Knights | 55–18               | Sundsvall Flames | Örnsro IP |  |
|  |                  |                      | (28–6) Matchrapport |                  |           |  |
|  |                  |                      |                     |                  |           |  |
|  |                  |                      |                     |                  |           |  |